# Брюшлинское сельское поселение
Брюшлинское се́льское поселе́ние — муниципальное образование в Менделеевском районе Татарстана Российской Федерации.
Административный центр и единственный населённый пункт — деревня Брюшли.

## Описание
Граничит с Абалачевским сельским поселением (вместе образуют эксклав, расположенный к западу от основной части района), а также с Елабужским районом Татарстана и с Граховским районом Удмуртии.
Расположено на южном краю Можгинской возвышенности, высоты на западе и севере поселения превышают 200 м над уровнем моря и доходят до 225 м. По территории протекает река Юрашка (приток Тоймы). Крайняя северная часть территории относится к бассейну притоков Вятки.
Имеется тупиковая подъездная дорога через соседнюю деревню Тагаево от автодороги Елабуга (М-7) – Гари – Абалачи.
Расстояния — по прямой (и по дороге): Абалачи — 5 (7) км, Менделеевск — 21 (27) км, Елабуга — 18 (29) км.

#### Деревня Брюшли
Основана в XVII в.. В дореволюционных источниках известна под названием Ибраш-Брюшли. В первой четверти XX в. население превышало 1 тыс. человек. С 1921 года в составе ТатАССР / Татарстана.
В деревне функционируют основная общеобразовательная школа, дом культуры, библиотека, ФАП, магазин.

## История
Статус и границы сельского поселения установлены Законом Республики Татарстан от 31 января 2005 года № 29-ЗРТ «Об установлении границ территорий и статусе муниципального образования "Менделеевский муниципальный район" и муниципальных образований в его составе».

## Население
| 2010 | 2011 | 2012 | 2013 | 2014 | 2015 | 2016 |
| ---- | ---- | ---- | ---- | ---- | ---- | ---- |
| 188  | →188 | ↘183 | ↗188 | ↘178 | ↘177 | ↘176 |
| 2017 | 2018 |      |      |      |      |      |
| ↘167 | →167 |      |      |      |      |      |

## Состав сельского поселения
| № | Населённый пункт | Тип населённого пункта          | Население |
| - | ---------------- | ------------------------------- | --------- |
| 1 | Брюшли           | деревня, административный центр | ↘167      |